# Boloria alaskensis
Boloria alaskensis is een vlinder uit de onderfamilie Heliconiinae. De wetenschappelijke naam is voor het eerst geldig gepubliceerd in 1900 door William Jacob Holland.
De vlinder heeft een spanwijdte van 35 tot 48 millimeter. De waardplanten van de vlinder zijn soorten uit het geslacht Polygona. De soort overwintert tweemaal als rups.
De soort komt voor in het noorden van Europa en Noord-Amerika.

## Synoniem
- Brenthis alaskensis Holland, 1900

## Ondersoorten
- Boloria alaskensis alaskensis
- Boloria alaskensis bato Churkin, 1999[1]
- Boloria alaskensis sedykhi Crosson du Cormier, 1977
- Boloria alaskensis shelkovnikovi Korb & Yakovlev, 1997[2]
  - holotype: "male, 7.VII.1995 leg. R. Yakovlev"
  - instituut: ZISP, Sint-Petersburg Rusland
  - typelocatie: "Russia, Altai, Oukok, Karaboulek, 2200-2500 m"